# La Chapelle-Craonnaise
La Chapelle-Craonnaise là một xã thuộc tỉnh Mayenne trong vùng Pays de la Loire tây bắc nước Pháp. Xã này nằm ở khu vực có độ cao trung bình 70 mét trên mực nước biển.
Sông Oudon tạo thành phần lớn ranh giới tây bắc thị trấn.